# سعد الله
قرية سعد الله هي إحدى القرى التابعة لمركز سوهاج بمحافظة سوهاج في جمهورية مصر العربية. حسب إحصاءات سنة 2006، بلغ إجمالي السكان في سعد الله 4551 نسمة، منهم 2367 رجل و2184 امرأة.